# The Notorious B.I.G.
The Notorious B.I.G., également surnommé Biggie Smalls, de son vrai nom Christopher George Latore Wallace (né le 21 mai 1972 à New York et mort assassiné le 9 mars 1997 à Los Angeles), est un rappeur et chanteur américain. Personnage phare du rap new-yorkais des années 1990, il se classe troisième MC de l'histoire par MTV en 2006. Il est considéré comme l'un des plus grands rappeurs de tous les temps.
Wallace est né et a grandi dans le quartier de Brooklyn, dans la ville de New York. À la publication de son premier album Ready to Die en 1994, il devient le pilier central du rap new-yorkais à une époque durant laquelle le rap West Coast dominait la scène hip-hop. L'année suivante, Wallace mène ses amis d'enfance et son groupe protégé Junior M.A.F.I.A. dans les classements musicaux. Pendant l'enregistrement de son deuxième album, Wallace s'implique dans une rivalité entre rap East Coast et West Coast féroce.
Le 9 mars 1997 à Los Angeles, Wallace est assassiné par arme à feu alors que sa voiture est arrêtée à un feu rouge. Son double album Life After Death, publié 16 jours plus tard, atteint la première place du Billboard 200 et est certifié disque de diamant par la RIAA en 2000. Il est l'un des quelques albums hip-hop à détenir une telle certification. Deux autres albums sont également publiés après sa mort. Wallace compte près de 21 millions de ses disques écoulés aux États-Unis.

## Biographie

### Jeunesse et début de carrière (1972–1994)

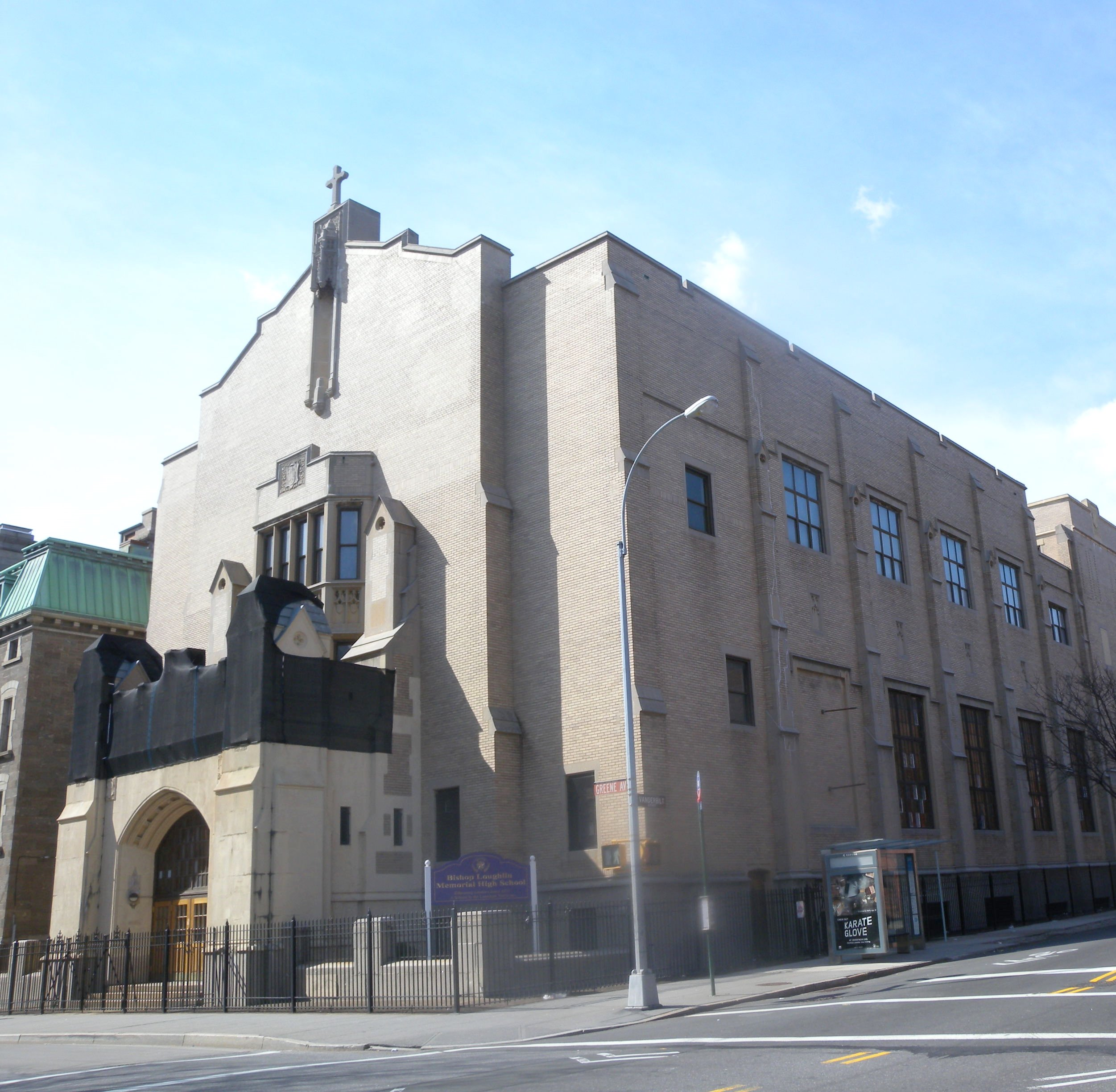
Wallace était élève de la Bishop Loughlin Memorial High School, avant sa demande de transfert.

Christopher George Latore Wallace est né le 21 mai 1972 à l'hôpital St. Mary de New York. Il est l'unique fils de Voletta Wallace, une professeure jamaïcaine, et de Selwyn George Latore, homme politique jamaïcain,. Alors que Wallace est âgé de deux ans, son père quitte le domicile familial. Sa mère occupe alors deux emplois pour subvenir aux besoins de son fils. Wallace grandit au 226 St. James Place à Clinton Hill, un quartier de l'arrondissement de Brooklyn,,. Jeune enfant studieux, Wallace est l'un des meilleurs élèves de sa classe de middle school et remporte plusieurs prix en anglais. De grande taille et en surpoids, il est surnommé « Big » dès l'âge de 10 ans. Il explique avoir commencé à vendre de la drogue à 12 ans. Sa mère, souvent absente à cause de son travail, l'apprendra une fois que Wallace aura atteint l'âge adulte.
À sa demande, Wallace est transféré de l'école catholique Bishop Loughlin Memorial High School à la George Westinghouse Career and Technical Education High School, où les futurs rappeurs DMX, Jay-Z et Busta Rhymes, étaient déjà. D'après sa mère, Wallace est un étudiant exemplaire, mais il change après son transfert dans ce nouvel établissement. À 17 ans, Wallace abandonne ses études et s'implique dans le crime. En 1989, il est appréhendé pour port d'arme illégal à Brooklyn, puis une nouvelle fois en 1990. Un an plus tard, Wallace est appréhendé en Caroline du Nord pour vente de crack. Il passera neuf mois en prison.
Wallace se lance dans le rap à son adolescence. Il divertit les passants dans la rue et est membre des petits groupes locaux The Old Gold Brothers et The Techniques. Libéré de prison, Wallace compose une démo sous le nom de Biggie Smalls, inspiré d'un personnage du film Let's Do It Again de 1975 avec Bill Cosby et Sidney Poitier, et en raison de sa stature ; il mesurait 1,91 m pour un poids compris entre 140 et 170 kg selon plusieurs témoignages. La démo est composée par plaisir, sans intention sérieuse, mais elle est repérée par le disc jockey new-yorkais Mister Cee, collaborateur de Big Daddy Kane. En mars 1992, Wallace est ainsi listé dans la colonne Unsigned Hype (talent non signé) du magazine The Source, dédié aux rappeurs aspirants, et compose alors un autre titre. La démo est écoutée par l'A&R et le producteur du label Uptown Records Sean Combs, qui s'arrange pour rencontrer Wallace. Il est immédiatement signé avec Uptown et participe au titre A Buncha Niggas de Heavy D and the Boyz (issu de l'album Blue Funk),. Peu après la signature du contrat, Combs est renvoyé de Uptown et lance un nouveau label. Wallace signe au nouveau label de Combs, Bad Boy Records, en 1992.
Le 8 août 1993, la compagne de Wallace donne naissance à son premier enfant, T'yanna. Wallace se sépare quelque temps de sa compagne après la naissance de T'yanna. Il se remet à la vente de drogues pour subvenir aux besoins de sa fille. Après avoir appris cela, Combs force Wallace à démissionner. Plus tard, au cours de la même année, Wallace gagne encore plus en notoriété grâce à un remix du single Real Love de Mary J. Blige, sous le nom de The Notorious B.I.G. Il continue à composer sous ce nom jusqu'à la fin de sa carrière, après avoir découvert que le nom de « Biggie Smalls » était déjà utilisé. Real Love atteint la 7e place du Billboard Hot 100 et est suivi par un remix du titre What's the 411? de Blige. Il continue sur sa lancée avec des remixes pour Neneh Cherry (Buddy X) et Super Cat (Dolly My Baby, également en featuring avec Combs) en 1993. En avril 1993, son premier titre en solo, Party and Bullshit, apparait dans la bande originale du film Who's the Man?. En juillet 1994, il participe, aux côtés de LL Cool J et Busta Rhymes, à un remix du titre Flava in Ya Ear de Craig Mack, qui atteint la 9e place du Hot 100.

### Sortie deReady to Dieet amitié brisée avec Tupac (1994)

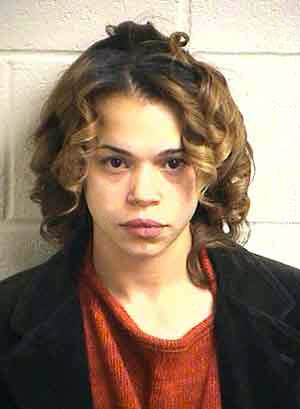
Wallace épouse Faith Evans en 1994.

Le 4 août 1994, Wallace épouse la chanteuse de RnB Faith Evans. Quatre jours plus tard, Wallace atteint la 27e place des classements musicaux en tant que musicien solo grâce à son titre Juicy/Unbelievable, single principal de son premier album.
Ready to Die est publié le 13 septembre 1994. Il atteint la 13e place du Billboard 200, et est certifié quadruple disque de platine par la RIAA. L'album, publié à une époque durant laquelle le rap West Coast dominait la scène hip-hop, selon Rolling Stone, « a, d'un seul coup, de nouveau suscité l'intérêt du public pour le rap East Coast. » Il est félicité par la presse spécialisée. Outre Juicy, l'album contient deux autres singles à succès : Big Poppa, certifié disque de platine et premier des classements, et One More Chance en featuring avec Faith Evans. Busta Rhymes confie avoir aperçu Wallace distribuer des exemplaires gratuits de Ready to Die, qu'il considère comme « sa façon de se faire sa promotion. »
À cette période, Wallace devient ami avec le rappeur Tupac Shakur. Son cousin Lil' Cease confie qu'ils étaient proches, et voyageaient ensemble que ce soit pour leur tournée ou pour autre chose. Selon lui, Wallace était fréquemment invité chez Tupac Shakur et passait du temps avec en Californie ou à Washington, D.C.. Yukmouth, un rappeur originaire d'Oakland, explique que le style de Wallace s'inspirait de celui de Tupac Shakur. Wallace se lie également d'amitié avec Shaquille O'Neal. O'Neal avait entendu Wallace chanter pour la première fois son titre Gimme the Loot, dans lequel il le cite. O'Neal demande à collaborer avec Wallace, et en résulte ainsi le titre You Can't Stop the Reign. Sean Combs confie que Wallace n'aurait jamais collaboré avec « quelqu'un qu'il ne respectait pas vraiment. »
Daz Dillinger explique en 2015 que sa relation avec Wallace était « sympa ». Wallace se déplaçait pour le voir, et Dillinger lui offrait de l'herbe et enregistrait deux chansons à ses côtés.

### Junior M.A.F.I.A.,Conspiracyet rivalité (1995)
En août 1995, le groupe protégé de Wallace, Junior M.A.F.I.A. (Junior Masters At Finding Intelligent Attitudes), publie son premier album, Conspiracy. Le groupe se compose d'amis d'enfance et fait participer des rappeurs comme Lil' Kim et Lil' Cease, qui poursuivront leur carrière en solo. L'album est certifié disque d'or par la RIAA, et les singles Player's Anthem et Get Money en featuring avec Wallace, sont respectivement certifiés disque d'or et de platine. Wallace continue de collaborer avec des groupes de RnB, comme 112 (sur Only You) et Total (sur Can't You See), qui atteignent le top 20 du Hot 100. En fin d'année, Wallace devient le rappeur et artiste solo le mieux rémunéré des classements américains pop et rap. En juillet 1995, il apparaît en couverture du magazine The Source avec en légende The King of New York Takes Over, en référence à son surnom Frank White tiré du film King of New York. Aux Source Awards d'août 1995, il est nommé dans les catégories meilleur artiste (solo), parolier de l'année, musicien live de l'année, et son premier album est nommé dans la catégorie de meilleur premier album de l'année. Aux Billboard Awards, il devient musicien de l'année.
Alors qu'il atteint son pic de popularité, Wallace s'implique dans une rivalité entre rap East Coast et West Coast avec Tupac Shakur, désormais son ex-ami. Dans un entretien avec Vibe en avril 1995, Tupac Shakur accuse le fondateur du label Uptown Records Andre Harrell, Sean Combs, et Wallace de lui avoir volé pour des milliers de dollars de bijoux, et lui avoir tiré dessus à cinq reprises la nuit du 30 novembre 1994. Wallace et son entourage démentent ses accusations expliquant qu'ils étaient en studio d'enregistrement à Manhattan au même moment. En 2012, un homme nommé Dexter Isaac, emprisonné pour d'autres faits, explique avoir agressé Tupac Shakur cette nuit et que ce vol a été organisé par James Rosemond alias Jimmy Henchman. Libéré de prison, Tupac Shakur signe au label Death Row Records le 15 octobre 1995. Bad Boy Records et Death Row, désormais rivaux, s'impliquent dans une querelle féroce.

### Autres arrestations et décès de Tupac (1996)
Wallace se lance dans l'enregistrement d'un deuxième album en septembre 1995. L'album, enregistré à New York, Trinité, et Los Angeles, est interrompu à son 18e mois à cause de blessures, de problèmes judiciaires et de la rivalité dans laquelle il est impliqué. À cette période, il travaille aux côtés du chanteur et producteur pop/RnB Michael Jackson sur l'album HIStory,. Lil' Cease explique en 2013 que Wallace n'était initialement pas partant pour rencontrer Michael Jackson, à cause de « cette histoire avec des enfants. »
Le 23 mars 1996, Wallace est appréhendé devant l'entrée d'une boite de nuit à Manhattan pour avoir menacé deux fans, frappé l'un d'entre eux, et explosé les vitres de leur taxi. Il plaide coupable pour agression au second degré et est condamné à purger 100 heures de travail d'intérêt général. En 1996, il est arrêté devant chez lui à Teaneck, dans le New Jersey, pour possession d'armes illégales et de stupéfiants. En juin 1996, Tupac Shakur publie Hit 'Em Up, un diss song dans lequel il déclare avoir eu une relation sexuelle avec l'épouse de Wallace (à l'époque son ex-compagne) et que Wallace avait copié son style et son image. Wallace cite d'abord le titre Brooklyn's Finest de Jay-Z dans lequel il dit : « si Faye (Faith Evans, sa compagne de l'époque) a des jumeaux, elle aurait sûrement deux 'Pacs. Pigé ? 2Pac's ? » Cependant, Wallace ne répondra pas directement à ces insultes, expliquant lors d'un entretien radio en 1997 que ce n'est « pas son style » de répondre.
Tupac Shakur est visé par une fusillade au volant à Las Vegas, dans le Nevada, le 7 septembre 1996, et succombe à ses blessures six jours plus tard le 13 septembre 1996. Des rumeurs circulent immédiatement selon lesquelles Wallace serait impliqué dans son assassinat. Chuck Philips du Los Angeles Times rédige en 2002 Who Killed Tupac Shakur?, un article tiré de rapports de police et d'autres sources complètes rapportant que « le crime a été perpétré par un gang de Compton appelé les Southside Crips pour venger l'un de leurs membres agressé par Shakur quelques heures plus tôt », et que Wallace aurait payé pour les armer,. Sa famille dément fermement cet article et prouve par la suite que Wallace était bel-et-bien à New York et dans le New Jersey au moment du crime. The New York Times considère que les documents fournis par la famille prouvent l'innocence du rappeur : « Les pages fournies indiquent que Wallace était en studio en train d'enregistrer une chanson intitulée Nasty Girl pendant la nuit durant laquelle Shakur a été tué... » Faith Evans explique que son époux l'avait appelée, choqué, la nuit du meurtre de Tupac Shakur. Evans ajoute : « Je pense que lui aussi craignait pour sa vie, après tout ce qui se passait à cette époque. » Wayne Barrow, l'un des managers de Wallace à l'époque, conclut que le rappeur enregistrait Nasty Girl la nuit durant laquelle Tupac Shakur a été tué.
Le 29 octobre 1996, Faith Evans donne naissance au fils de Wallace, Christopher Wallace Jr.. Le mois qui suit, le membre des Junior M.A.F.I.A. Lil' Kim publie son premier album, Hard Core, sous la direction de Wallace. Lil' Kim cite Wallace comme son « plus grand fan » et qu'elle était « sa fierté et sa joie ». En 2012, Lil' Kim explique que Wallace l'avait empêché de composer un remix du single Love U 4 Life de Jodeci en l'enfermant dans sa chambre ; selon elle, Wallace lui aurait dit qu'elle « n'ira rien faire avec eux. »

### Life After Deathet accident de voiture (1997)
Pendant l'enregistrement du deuxième album, initialement intitulé Life After Death... 'Til Death Do Us Part, plus tard abrégé pour Life After Death, Wallace est victime d'un accident de voiture qui lui aurait blessé la jambe gauche et forcé à se déplacer temporairement en chaise roulante. Il se déplaçait à l'aide d'une canne. Lil' Cease et lui sont appréhendés pour avoir fumé de la marijuana dans un lieu public et leur voiture est embarquée. Wallace loue une Chevrolet Lumina malgré les plaintes de Lil' Cease. Avant l'accident, la voiture avait des problèmes de frein, mais Wallace ne s'en souciait pas. Wallace reste quelques mois à l'hôpital après l'accident et prend des cours de rééducation. Malgré cette hospitalisation, il continue à travailler sur l'album. L'accident est cité dans les paroles du titre Long Kiss Goodnight : Ya still tickle me, I used to be as strong as Ripple be / Til Lil' Cease crippled me.
En janvier 1997, Wallace est forcé de payer 41 000 $ de dommages à la suite d'un incident impliquant l'ami d'un promoteur de concerts qui l'accuse lui et son entourage de l'avoir passé à tabac après une querelle en mai 1995. Après tous ces événements, Wallace exprime son désir de vouloir « changer d'air. » « Ma mère... mon fils... ma fille... ma famille... mes amis sont tout ce qui compte pour moi désormais. »

## Assassinat

### Fusillade mortelle
En février 1997, Wallace part pour Los Angeles afin de faire la promotion de son deuxième album et du clip vidéo de son titre Hypnotize. La sortie de l'album Life After Death est prévue pour le 25 mars 1997. Dans la soirée du 8 mars 1997, il assiste à la cérémonie des Soul Train Music Awards, au cours de laquelle il remet un prix à Toni Braxton. En terre hostile, il est hué par une partie du public lorsqu'il monte sur scène puis se joint sans enthousiasme, pour Puff Daddy, à une soirée organisée par le magazine Vibe au Petersen Automotive Museum,. Accompagné par Lil' Cease (membre de Junior M.A.F.I.A) et de Combs, il en sort vers 0 h 30 pour regagner son hôtel. B.I.G. s'assied sur le siège passager avant d'un premier 4x4 avec Lil' Cease, tandis que Puff Daddy monte dans le second accompagné de plusieurs gardes du corps. À 0 h 45 le 9 mars 1997, la voiture s'arrête à un feu rouge après avoir roulé cinquante mètres. Une Chevrolet Impala vient s'arrêter à la droite de la Chevrolet Suburban. Son conducteur baisse la vitre et tire cinq coups de feu, dont quatre touchent le rappeur à la poitrine. Transporté d'urgence par ses proches au centre médical Cedars-Sinaï, il est déclaré mort à 1 h 15. Le meurtre de Notorious B.I.G. produit une onde de choc considérable dans le pays, d'autant plus qu'il fait directement écho à celui de Tupac Shakur, assassiné six mois plus tôt dans des circonstances similaires.
Pour The Harvard Crimson, l'assassinat de Biggie est un indicateur de la culture du hip-hop qui est trop souvent obsédée par la violence inutile et les meurtres sans motifs.
L'autopsie de Notorious B.I.G. est révélée au public plus d'une décennie après sa mort, en décembre 2012. Selon le rapport, trois des tirs n'étaient pas mortels. Une des balles a frappé Biggie à l'avant bras et est allée se loger dans son poignet. Un autre projectile est entré dans le dos et est ressorti par l'épaule gauche sans toucher aucun organe vital. Un troisième tir a transpercé la cuisse gauche de part en part, ressortant par son côté intérieur. Quant à la balle mortelle, elle est entrée par le côté droit de la hanche du rappeur, elle aurait perforé le côlon, le foie, le cœur et le lobe supérieur du poumon gauche, pour finalement s'immobiliser dans l'épaule.

### Obsèques et conséquences sur les rivalités dans le rap
Les obsèques de Wallace se tiennent dans le quartier de l'Upper East Side à Manhattan. La cérémonie, privée, accueille 350 invités triés sur le volet incluant les artistes Queen Latifah, Mary J. Blige, Flavor Flav, Sister Souljah, les membres des Fugees, Salt-N-Pepa et Junior M.A.F.I.A.. Habillée d'un chapeau de plage et d'un costume blanc, la dépouille de Wallace est dans un grand cercueil en acajou ouvert. Sean Combs prononce l'éloge funèbre et Voletta Wallace lit des passages de la Bible. Le cortège se déplace ensuite vers le quartier de Brooklyn où de nombreux habitants se sont réunis en bas des rues pour rendre hommage à l'artiste avec des mémoriaux faits d'images et de CD de la vedette ainsi que de bougies,.
Dans les jours suivant le décès du Notorious B.I.G., le rappeur vétéran des guerres de clans Ice-T déclare sur la station de radio new-yorkaise Hot 97 qu'il a peur pour la première fois de sa vie. Le rappeur de Death Row Snoop Doggy Dogg annule plusieurs dates de sa tournée et il est conseillé à Nas de ne pas voyager vers la côte Ouest des États-Unis.

### Enquête policière
L'assassinat de Biggie Smalls n'est pas seulement proche dans le temps (six mois plus tard) ou dans ses conditions (fusillade en voiture) de celui de Tupac Shakur : comme son rival, les responsables n'ont jamais été identifiés. Le flou qui entoure l'enquête judiciaire visant à faire la lumière sur l'affaire engendre indirectement un certain nombre d'explications ou théories, dont certaines relèvent du complot. Le premier à proposer ce type de sujet est le Los Angeles Times, avançant dans les jours qui suivent la mort de B.I.G. que les responsables pouvaient être des membres du gang local des Crips ayant agi pour des raisons financières (le rappeur n'aurait pas payé les hommes en question, chargés de sa sécurité durant son voyage en Californie). L'enquête, peu aidée par les témoignages (les témoins avaient peur de parler à la police), sombre peu à peu dans un mystère dont elle n'est toujours pas sortie, plus de 20 ans après.
En 2002, Randall Sullivan publie LAbyrinth, un livre dans lequel il donne une version des faits inspirée par les témoignages du détective à la retraite Russell Poole. L'ouvrage implique directement Suge Knight (patron de Death Row Records) et David Mack, un agent de police, les accusant d'avoir fomenté les assassinats de Tupac Shakur et de Biggie Smalls et d'être parvenu à les camoufler sous une histoire de règlement de comptes entre côtes. Des documents déclassifiés du FBI viennent conforter l'hypothèse de l'agent de police corrompu. Cette version des faits inspira en grande partie le réalisateur Nick Broomfield qui en fait un documentaire, Biggie & Tupac (2002). Sullivan redonne un coup médiatique en décembre 2005 lorsqu'il publie un article dans le magazine Rolling Stone mettant publiquement en cause la police californienne, accusée de ne pas s'investir assez dans l'enquête et Puff Daddy qui, selon l'écrivain, veillait à ce que l'affaire reste endormie. Les proches de Biggie Smalls utilisèrent les travaux de Randall Sullivan à deux reprises, en mars 2005 et avril 2006, pour porter plainte contre la police de Los Angeles et la ville elle-même.
Le travail de Chuck Philips, journaliste Pulitzer au Los Angeles Times, a à deux reprises créé la polémique à propos de l'enquête. En septembre 2002 tout d'abord, il publie un article selon lequel Biggie Smalls avait payé et fourni l'arme pour tuer Tupac Shakur ; en mars 2008 ensuite, il affirme que B.I.G. et Puff Daddy étaient au courant de l'attentat sur Tupac Shakur et dont le rappeur était miraculeusement sorti vivant en novembre 1994.

## Style musical
La lourde voix de Biggie Smalls rend l'artiste unique. Étouffée, sifflante et humide, elle semble sortir du fond de sa poitrine. Influencé par le saxophoniste de jazz Donald Harrison, qui lui a appris la diction, Biggie Smalls écoute et étudie entre autres Charlie Parker et Ella Fitzgerald. Précoce, il développe son style dans les rues de New York. Dans son premier album, Ready to Die, il mélange les menaces et le romantisme avec un charme considérable. Il est alors le meilleur rappeur à réaliser des rimes multisyllabiques avec une telle fluidité. Son plus grand talent est son flow,. Sur un beat dur, sa musique est alimentée par du funk et des morceaux de soul.

## Postérité
En 2006, près de 10 ans après sa mort, MTV désigne The Notorious B.I.G. comme le troisième plus grand rappeur de l'histoire derrière Jay-Z et Tupac Shakur. Pour Pusha T, il est le « plus grand rappeur qui ait jamais vécu ». Bien que n'ayant sorti que deux véritables albums, dont un posthume, le MC de Brooklyn en est pourtant devenu l'un des plus grands de l'histoire. Ce paradoxe apparent s'explique par l'évolution du hip-hop américain au cours de l'année 1981 et l'avènement des N.W.A., largement dictée par le rap californien. Non seulement Ready to Die est unanimement salué par les critiques à un moment où les productions de la côte Est sont plutôt moribondes,,. Outre Juicy, l'album contient deux autres singles à succès : Big Poppa, certifié disque de platine et premier des classements, mais le succès phénoménal des singles Juicy, Big Poppa et One More Chance fonde pratiquement les bases d'un marché du rap new-yorkais. De jeunes talents comme Nas et Mobb Deep ne tardent pas à le rejoindre mais leur impact n'est pas aussi important que celui de Biggie. Allmusic considère que Notorious B.I.G. est le « sauveur du rap East Coast ».
Le succès n'est pas seulement artistique mais également commercial, le premier album de B.I.G. se vend à plus de quatre millions d'exemplaires. La rivalité entre East Coast et West Coast conclue par son assassinat a ajouté au mythe et à la postérité de l'artiste. Conscients de la notoriété que B.I.G. a acquise à sa mort, le label Bad Boy Records et Puff Daddy s'évertuent à en tirer bénéfice. Quelques mois après son assassinat, B.I.G. apparaît en featuring sur cinq titres de l'album solo de Puff Daddy No Way Out. Le label décide en 1999 et 2005 de produire plusieurs titres en collant d'anciens couplets non utilisés de Biggie Smalls avec des featurings improvisés pour l'occasion. Les albums sont tièdement accueillis par la critique mais sont des succès commerciaux : double-platinum pour Born Again et platinum pour Duets: The Final Chapter. De l'ensemble, plutôt bâtard, émergent tout de même les titres Dead Wrong, If I should Die before I wake, Rap Phenomenom, Biggie, Nasty Girl, 1970 Somethin', Hustler's Story et Living in Pain. En 2007, le label sort une compilation des meilleurs titres du rappeur. Deux ans plus tard, le film biographique Notorious BIG produit notamment par Puff Daddy, est un succès commercial qui reçoit un accueil mitigé des critiques.
Plus de dix ans après sa mort, au-delà de la publicité engendrée par les deux albums commercialisés à partir d'anciens couplets qu'il avait enregistrés, la figure de Biggie Smalls est encore particulièrement populaire ; ce d'autant plus que l'extension fulgurante du marché du rap a engendré une tendance naturelle à rendre hommage aux « pionniers ». Après sa mort, ses sons et musiques sont reprises par de nombreux contemporains comme Jay-Z, 50 Cent, Nas, Fat Joe, Nelly, Pharrell Williams, Lil Wayne, Ludacris, Big Pun, Beanie Sigel, Jadakiss, Juelz Santana, Usher, Ashanti, Alicia Keys ou encore Nelly Furtado. Il a également lancé et grandement influencé Lil' Kim, rappeuse avec qui il a entretenu une relation fusionnelle et houleuse.
Son influence dépasse le milieu musical. Son style vestimentaire a lancé des modes et influencé des tendances ; le cliché avec une couronne sur la tête est historique, B.I.G. porte des chemises Versace et est l'un des premiers à porter des vêtements de la marque BAPE. Lors de la saison NBA 2016-2017, vingt ans après la mort du rappeur, la franchise des Nets de Brooklyn retire le maillot floqué du no 72, en rapport à la date de naissance de Wallace, lors d'une soirée spéciale dédiée à l'artiste de Brooklyn. Une bannière flotte au Barclays Center au-dessus du parquet de la salle de Nets. En 2017, vingt ans après la mort de Notorious B.I.G., l'homme politique Hakeem Jeffries lui rend hommage à la tribune de la Chambre des représentants des États-Unis.

## Discographie

### Albums studio
- 1994 : Ready to Die
- 1997 : Life After Death

### Albums posthumes
- 1999 : Born Again
- 2005 : Duets: The Final Chapter
- 2007 : Greatest Hits (compilation)
- 2009 : Notorious (bande originale)
- 2017 : The King and I (avec Faith Evans)

### Singles
- 1994 : Juicy
- 1995 : Big Poppa
- 1995 : One More Chance
- 1997 : Hypnotize
- 1997 : Mo Money Mo Problems
- 1997 : Sky's the Limit
- 1999 : Dead Wrong
- 2000 : Notorious B.I.G.
- 2005 : Nasty Girl
- 2006 : Spit Your Game

## Cinéma
- 2009 : Notorious BIG de George Tillman Jr. : interprété par Jamal Woolard
- 2017 : All Eyez on Me de Benny Boom (en) : interprété par Jamal Woolard
- 2021 : Biggie: I Got a Story to Tell (en)[78] de Emmett Maloy : lui-même (images d'archives)

## Télévision
- 2018 : Unsolved (série télévisée) : interpreté par Wavyy Jonez